# Susani, Arad
Susani în limba maghiară Susányfalva este un sat în comuna Ignești din județul Arad, Crișana, România.
Localitatea este atestată din 1574. 
În 1910 dintre cei 512 locuitori, 507 erau români de religie ortodoxă și 2 maghiari.
In apropierea localității Susani, se află și munții Codru-Moma ce conferă un farmec aparte intregii zone.